# 中鉢良治
中鉢 良治（ちゅうばち りょうじ、1947年9月4日 - ）は、日本の実業家。学位は工学博士（東北大学・1977年）。国立研究開発法人産業技術総合研究所最高顧問、東京情報デザイン専門職大学学長、ゆうちょ銀行取締役、NTT取締役。
ソニー株式会社執行役副社長兼COO、同取締役・代表執行役社長兼エレクトロニクスCEO、同取締役・代表執行役副会長、国立研究開発法人産業技術総合研究所理事長、社団法人日本経済団体連合会評議員会副議長・産業技術委員会共同委員長などを歴任した。

## 来歴

### 生い立ち
1947年、宮城県玉造郡鳴子町（現・大崎市）にて生まれた。宮城県仙台第二高等学校卒業。小野寺正（のちにKDDI社長）は高校の理系クラスの同級生。高校卒業後は、東北大学工学部へ進学。同大学大学院工学研究科博士課程で下飯坂潤三の指導を受け、1976年 工学博士の学位を取得。

### 技術者として
1977年、大学院修了とともにソニーに入社した。ソニー・マグネティック・プロダクツ・インク・オブ・アメリカへの赴任を経て、記録メディア事業本部ビデオテープ事業部長、レコーディングメディア&エナジーカンパニーバイス・プレジデント、コアテクノロジー&ネットワークカンパニーシニア・バイス・プレジデントなどを務めた。

### 経営者として
1999年、執行役員に就任した。以降、コアテクノロジー&ネットワークカンパニーやマイクロシステムズネットワークカンパニーのNCプレジデントを務めた。また、常務や上席常務を経て副社長兼最高執行責任者に就いた。2005年には取締役となり、代表執行役として社長に就任した。2009年、取締役とともに代表執行役副会長を務めており、製品安全・品質や環境などを所管していた。また、日本経済団体連合会では評議員会の副議長と産業技術委員会の共同委員長を兼任している。2010年1月、総合科学技術会議議員に就任。2011年4月、東日本大震災復興構想会議委員に就任。2013年4月、独立行政法人産業技術総合研究所理事長に就任。2018年5月、国立大学法人一橋大学社会科学の発展を考える円卓会議委員。
2009年2億1304万円の役員報酬を受けた。2010年6月、役員報酬額が約2億1500万円であることが公開された。2012年の役員報酬は1億9400万円。

## 発言
「エレクトロニクス事業の復活なくして、ソニーの復活はない」
自身がソニーに入社した理由として、ソニーにしかない魅力があったからだと述べた。ソニーの製品には、「夢」と「感動」があるとも述べ、高性能、デザインの良さ、長持ちを利点としてあげ、価格は高いが所持することに満足感や誇りを感じることができるのがソニー製品だと語った。このことを「ソニープレミアム」と評した。
この中鉢自身が感じ体験したソニーをもう一度復活させることによって、顧客がソニー製品を愛し、ソニープレミアムを感じるようになると語った。また、そうすることによってソニー社員の士気が高まるとも言った。売上や利益の増加、シェア拡大はこの後についてくるものだと語った。

## 略歴
- 1977年 東北大学大学院工学研究科博士課程修了、工学博士の学位を取得[8]
- 1977年 ソニー株式会社入社
- 1981年 磁気製品事業本部研究開発部
- 1989年 ソニー・マグネティック・プロダクツ・インク・オブ・アメリカ赴任
- 1992年 記録メディア事業本部ビデオテープ事業部長
- 1998年 レコーディングメディア&エナジーカンパニー バイス・プレジデント
- 1999年 コアテクノロジー&ネットワークカンパニーシニア・バイス・プレジデント
- 1999年 執行役員
- 2002年 コアテクノロジー&ネットワークカンパニーNCプレジデント
- 2002年 執行役員常務
- 2003年 マイクロシステムズネットワークカンパニーNCプレジデント
- 2003年 業務執行役員上席常務
- 2004年 執行役副社長兼COO
- 2005年 エレクトロニクスCEO
- 2005年 取締役・代表執行役社長兼エレクトロニクスCEO
- 2009年 取締役・代表執行役副会長[9]、デジタルコンテンツ協会会長[10]
- 2013年 独立行政法人産業技術総合研究所理事長
- 2014年 国立研究開発法人産業技術総合研究所理事長
- 2018年 国立研究開発法人協議会会長[11]、ゆうちょ銀行取締役[12]
- 2020年 国立研究開発法人産業技術総合研究所理事長退任、国立研究開発法人産業技術総合研究所最高顧問[13]
- 2022年 NTT取締役[14]
- 2023年 東京情報デザイン専門職大学学長[15]